# 1821년 콘스탄티노폴리스 학살

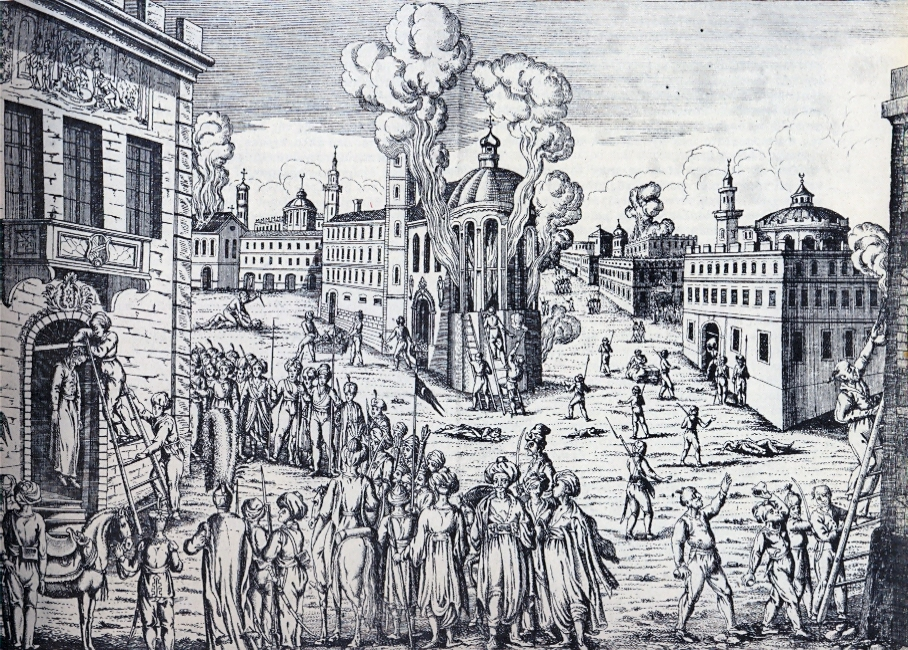
1821년 4월 오스만 제국의 종교적 광신도와 예니체리가 콘스탄티노플 그리스인 구역에서 벌인 잔혹 행위

1821년 콘스탄티노폴리스 학살은 그리스 독립 전쟁에 대한 보복으로서 콘스탄티노폴리스에 거주하는 그리스인들에 대해 가해진 학살로 오스만 제국에 의해 은밀하게 조직되었다. 학살 과정에서 교회 파괴, 그리스인 재산 약탈 등이 일어나기도 했다. 콘스탄티노폴리스 세계 총대주교 콘스탄티노폴리스의 그리고리오스 5세에 대한 교수형 및 드라고만(통역관) 콘스탄티노스 모우로우지스에 대한 참수형이 집행된 후 학살이 종료되었다.

## 결과
영국과 러시아 대사는 오스만 제국 측에 총대주교 처형에 대해 강력하게 항의를 하였다. 특히 러시아 대사 스트로가노프는 1821년 7월에 그리스인들에 대한 학살이 계속된다면 이는 오스만 제국이 모든 기독교 국가들에 대해 전쟁 행위를 벌이는 것임을 주장했다. 유럽 국가들, 특히 러시아에서도 대중들의 여론에 영향을 끼쳤다.